# Paronana tasmasecta
Paronana tasmasecta är en urinsektsart. Paronana tasmasecta ingår i släktet Paronana och familjen Paronellidae.

## Underarter
Arten delas in i följande underarter:
- P. t. boldensis
- P. t. tasmasecta